# Уайт, Элвин Брукс
Элвин Брукс Уайт (англ. Elwyn Brooks White; 11 июля 1899 — 1 октября 1985) — американский писатель, публицист, эссеист, литературный стилист.

## Биография
Родился в богатой семье производителя фортепиано, является внуком американского художника Уильяма Харта. Окончил Корнеллский университет в 1921 году и тогда же начал работать в качестве репортёра и внештатного корреспондента. Писал для многих журналов и газет, на протяжении большей части своей жизни был сотрудником еженедельника The New Yorker.
Его главными работами считаются The Elements of Style, стилистический справочник английского языка, и произведения детской литературы «Паутина Шарлотты» и «Стюарт Литтл». В 1963 году был награждён Президентской медалью свободы, а в 1978 году стал обладателем Пулитцеровской премии за особые заслуги.
Умер 1 октября 1985 года в городе Норт Бруклин, штат Мэн. Был похоронен на местном кладбище Brooklin Cemetery.

## Работы
- The Lady is Cold — Poems by E.B.W. (1929)
- Is Sex Necessary? Or, Why You Feel the Way You Do (1929, совместно Джеймсом Тэрбаром)
- Subtreasury of American Humor (1941)
- One Man’s Meat (1942)
- The Wild Flag (1943)
- Стюарт Литтл (1945)
- Here Is New York (1949)
- Паутина Шарлотты (1952)
- The Second Tree From The Corner (1954)
- The Elements of Style (совместно Уильямом Странком, младшим) (1959, опубликована 1972, 1979, 1999, 2005)
- The Points of My Compass (1962)
- Letters of E.B. White (1976)
- Essays of E.B. White (1977)
- Poems and Sketches of E.B. White (1981)
- Writings from «The New Yorker» (1990)
- In the Words of E. B. White (2011)

### Переводы его книг
на русский язык
- Элвин Брукс Уайт. «Паутина Шарлотты», «Стюарт Литтл» / Пер. И. О. Родина. — М.: Астрель, 2007. — 272 с. — ISBN 978-5-17-042747-5.
- Элвин Брукс Уайт. Паутина Шарлотты / Пер. И. О. Родина. — М.: АСТ, 2010. — 288 с. — ISBN 978-5-17-067618-7.
- Элвин Брукс Уайт. Отважный мышонок Стюарт Литтл / Пер. И. О. Родина. — М.: АСТ, 2010. — 192 с. — ISBN 978-5-17-067619-4.
- Тербер Д., Уайт Элвин Брук. Сказки и басни. Перевод с английского. СПБ 1994. 608 с.